# Henry Eeles Dresser

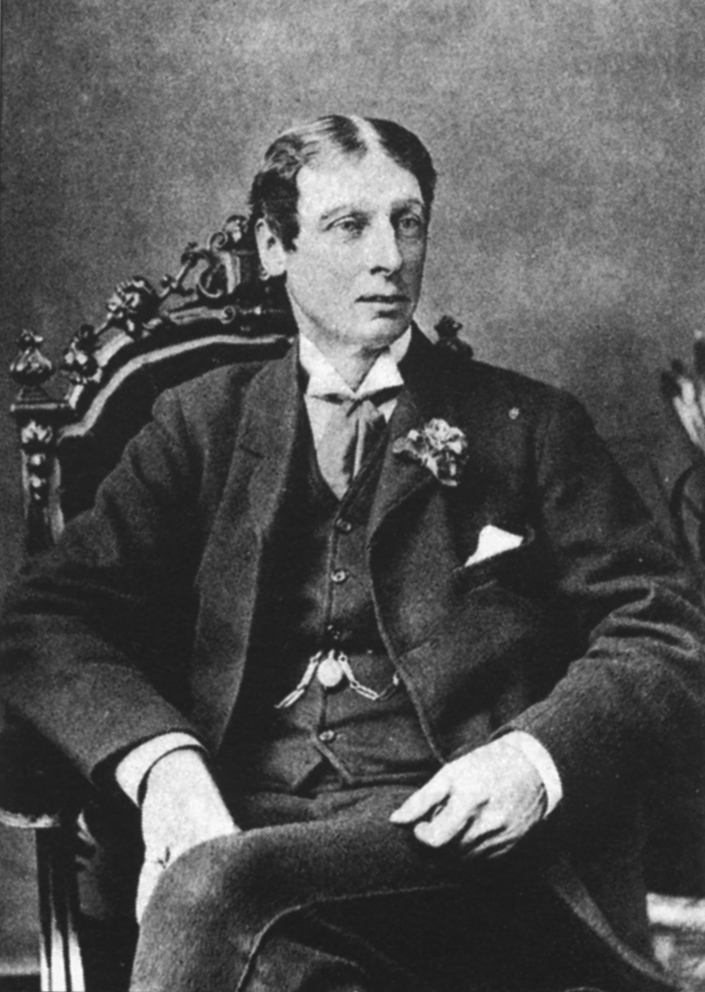
Henry Eeles Dresser, Fotografie aus der Jubiläumsbeilage des Ibis von 1908

Henry Eeles Dresser (* 9. Mai 1838 in Thirsk (Yorkshire); † 28. November 1915 in Monte Carlo) war ein britischer Geschäftsmann und Ornithologe.

## Leben
Dresser entstammte einem alten Geschlecht von Yeomen aus North Riding of Yorkshire. Seine Eltern waren Henry Dresser und Eliza Ann Dresser, geb. Garbutt. Der Großvater war Bankier, der Vater – als jüngster Sohn genötigt, sich auf eigene Füße zu stellen – gründete 1845 eine Handelsfirma in London, die Holz aus dem Baltikum vertrieb. Seinen ältesten Sohn Henry gab er 1947 zunächst auf eine Privatschule in Bromley in Kent, später in eine deutsche Schule in Ahrensburg, um Deutsch zu lernen. Ab 1854 sollte er in Gävle und Uppsala Schwedisch lernen. Auf der Rückreise blieb er für einige Zeit in Göteborg, wo er bei August Wilhelm Malm seine Kenntnisse über das Präparieren von Vögeln ausweiten konnte. 1856 besuchte er zunächst Sankt Petersburg und dann Finnland, wo er bei einem großen Holzhändler in die Grundzüge des Geschäfts eingewiesen werden sollte. In Uleåborg gelang es ihm als erstem britischen Ornithologen, das Nest und das Gelege eines Seidenschwanzes zu sammeln, was ihm schlagartig die Anerkennung der englischen Ornithologen einbrachte. Die folgenden Jahre führten ihn auf weiten Geschäftsreisen durch den gesamten Ostseeraum, nach Italien und Frankreich, Schweden, Russland und Preußen. Zweimal, 1859 und 1862, reiste er nach New Brunswick, um kurzfristig die Sägemühle seines Vaters zu leiten. Auf seinen Reisen sammelte er Vogelbälge und -eier, die er in seine umfangreiche Sammlung aufnahm.
Im Juni 1863, also mitten im Sezessionskrieg, begab sich Dresser sich mit einer Lieferung an die Konföderierten nach Texas, wo er über 18 Monate lang blieb und teils gemeinsam mit Adolphus Lewis Heermann Vögel sammelte. Im Spätherbst 1864 kehrte er nach London zurück. Über 400 Bälge nahm er mit nach England und veröffentlichte die Ergebnisse als „Notes on the Birds of Southern Texas“ 1865 und 1866 in The Ibis. In den folgenden Jahren unternahm er verschiedene Reisen nach Spanien, Russland, in die Türkei, nach Österreich, Italien, Serbien, Bulgarien und Rumänien. 1870 gründete Dresser eine Metallhandelsgesellschaft in der Cannon Street in London. Am 7. März 1878 heiratete er Eleanor Hannah Walmisley Hodgson, mit der er einen Sohn, Henry Joseph Dresser, und zwei Töchter, Phyllis Caroline Eeles Dresser und Eleanor Brenda Walmisley Dresser, hatte.
Dresser tat sich vor allem als Kenner der europäischen Vogelwelt hervor und veröffentlichte dazu mehrere umfangreiche Werke. Zwischen 1871 und 1881 entstand, anfangs unter Beteiligung von Richard Bowdler Sharpe, A History of the Birds of Europe, 1902–1903 publizierte er das Manual of Palaearctic Birds, 1910 erschien Eggs of the Birds of Europe. Zwei Monografien zu den Bienenfressern und den Racken kamen 1884–86 und 1893 heraus. Seine Sammlung von nahezu 12.000 Bälgen überließ er bereits 1899 dem Museum des Owens College in Manchester.
Ab 1865 war Dresser Mitglied der British Ornithologists’ Union und fungierte 1882 und 1888 als deren Sekretär. Nach der Aussage Philip Lutley Sclaters wäre er wohl auch eines der Gründungsmitglieder gewesen, hätten ihn seine Reisen nicht davon abgehalten. Er war zudem Mitglied in der Linnean Society of London und der Zoological Society of London sowie Ehrenmitglied in der American Ornithologists’ Union.
Dresser starb im November 1915 in Monte Carlo.

### Digitalisate
- Henry Eeles Dresser: „A Manual of Palæarctic Birds“, Band 1, Digitalisat, abgerufen am 11. Dezember 2012
- Henry Eeles Dresser: „A Manual of Palæarctic Birds“, Band 2, Digitalisat, abgerufen am 11. Dezember 2012
- Farbtafeln aus „A history of the birds of Europe“, abgerufen am 11. Dezember 2012
- Henry Eeles Dresser: „Eggs of the birds of Europe“, Band 1 Letter-Press, Digitalisat, abgerufen am 6. Februar 2015
- Henry Eeles Dresser: „Eggs of the birds of Europe“, Band 1 Plates, Digitalisat, abgerufen am 6. Februar 2015

| Personendaten    | Personendaten                            |
| ---------------- | ---------------------------------------- |
| NAME             | Dresser, Henry Eeles                     |
| KURZBESCHREIBUNG | englischer Geschäftsmann und Ornithologe |
| GEBURTSDATUM     | 9. Mai 1838                              |
| GEBURTSORT       | Thirsk (Yorkshire)                       |
| STERBEDATUM      | 28. November 1915                        |
| STERBEORT        | Monte Carlo                              |